# Самійло Мефедович
Самійло Мефедович (пол. Samuel Mephedowicz; ? — 1644) — діяч київського магістрату часів Речі Посполитої, війт Києва в 1641–1644 роках.

## Життєпис
Походив з впливової («патриціанської») київської родини татарського походження Мефедовичів (Мехедовичів). Ймовірно син або онук Кирила Мефедовича, лентвійта в 1570-х роках. Замолоду займався родинними купецькими справами. Водночас поступово став брати участь у справах містах. У 1621 році стає райцею. Був прихожанином Воскресенської церкви, відстоював її інтереси та права. У 1620-х роках став власником так званих міщанських городів за Воскресенською брамою, на протилежному боці Глибочиці. 1623 року стає радцею.
1631 року обирається старшим радцею. У 1632 році під час хвороби війта Стефана Кривковича призначається субделегатом (виконуючим обов'язки). Втім вибори війта 1633 року програв Йосифу Ходиці. За війтівства останнього був радцею магістрата. Підтримував дії Ходики у захисті привілеїв Києва в боротьбі проти київського воєводу Януша Тишкевича. 1637 року стає бурмистром, того ж року обіймав посаду субделегата. 1638 року отримав охоронний лист (ґлейт), який надавав особистий захист та захист майна Самійла Мефедовича.
Після смерті Йосифа Ходики 1641 року обирається новим війтом. Відповідний привілей від короля Владислава IV отримав 26 серпня 1641 року. Про урядування замало відомостей. Переважно збереглися підписи Мефедовича під заповітами, передачею майна або в судових рішеннях магістрату. Помер на початку 1644 року. Новим війтом було обрано Андрія Ходику.

## Родина
- Данило, лавник
- Семен (д/н—бл. 1690), бурмистр Києва